# Thebe (vệ tinh)
Thebe (/ˈθiːbiː/ THEE-beeTHEE-bee; tiếng Hy Lạp: Θήβη) còn được biết với cái tên Jupiter XIV, là vệ tinh thứ tư trong số các vệ tinh tự nhiên của Sao Mộc tính từ khoảng cách với hành tinh. Nó được phát hiện bởi Stephen P. Synnott từ những bức ảnh được chụp bởi tàu thăm dò Voyager 1 vào ngày 5 tháng 3 năm 1979 khi thực hiện đường bay qua Sao Mộc. Vào năm 1983 nó được chính thức đặt tên theo nữ thần Thebe trong thần thoại Hy Lạp.
Là vệ tinh lớn thứ hai trong các vệ tinh tự nhiên của Sao Mộc, Thebe có quỹ đạo ở vòng ngoài cùng của vành đai Gossamer được tạo thành bởi bụi từ bề mặt của nó. Nó có hình dạng kì lạ và có màu hơi đỏ, và được cho rằng giống với vệ tinh Amalthea nó chứa nhiều hố nước băng và một lượng không xác định các chất khác. Bề mặt của nó bao gồm nhiều miệng núi lửa lớn và những ngọn núi cao — một số còn có kích thước có thể so sánh được với Mặt Trăng.
Thebe được chụp lại bởi tàu thăm dò Voyager 1 và 2, và sau này, được chụp lại chi tiết hơn bởi tàu Galileo  vào thập niên 90 của thế kỉ trước.

## Khám phá và quan sát
Thebe được khám phá bởi Stephen P. Synnott từ những hình ảnh do tàu thăm dò Voyager 1 chụp lại vào ngày 5 tháng 3 năm 1979 và ban đầu được đặt tên là S/1979 J 2. Vào năm 1983 nó được chính thức đặt tên theo nữ thần Thebe là người tình của thần Zeus — tựơng trưng cho sao Mộc trong thần thoại Hy Lạp.
Sau khi được khám phá ra bởi tàu thăm dò Voyager 1, Thebe đã được chụp lại bởi tàu thăm dò Voyager 2 vào năm 1979. Tuy nhiên, trước khi tàu vũ trụ Galileo tới sao Mộc, kiến thức về Thebe rất là hạn chế. Tàu vụ trụ Galileo đã chụp lại được hầu hết hình ảnh về bề mặt của Thebe và đã giúp các nhà khoa học làm rõ thành phần của nó.

## Quỹ đạo
Thebe là vệ tinh có khoảng cách tới sao Mộc lớn nhất trong số những vệ tinh Jovian bên trong, nó cách sao Mộc khoảng 220.000 km (gấp 3,11 lần bán kính của Sao Mộc). Quỹ đạo của nó có độ lệch tâm là 0,018, và có độ nghiêng quỹ đạo là 1,08° so với đường xích đạo của sao Mộc. Những giá trị này lớn bất thường so với một vệ tinh bên trong và có thể được giải thích bởi sự ảnh hưởng trong quá khứ của vệ tinh Galileo bên trong cùng, vệ tinh Io; trong quá khứ, một số hiện tượng cộng hưởng chuyển động trung bình với Io có lẽ đã đi qua quỹ đạo của Thebe khi Io dần dần lùi xa khỏi sao Mộc, và những điều này đã gây tác động lên quỹ đạo của Thebe.
Quỹ đạo của Thebe nằm gần rìa ngoài của vành đai Gossamer, được cấu tạo từ bụi bị đẩy ra từ vệ tinh. Sau khi bị đẩy ra, bụi sẽ trôi theo hướng của hành tinh dưới tác động của Hiệu ứng Poynting-Robertson tạo thành một vành đai phía trong vệ tinh.

## Tính chất vật lý
Thebe có hình dạng bất thường, với thể tích ellipsoid gần bằng 116×98×84 km. Diện tích bề mặt vào khoảng 31.000 và 59.000 (~45.000) km². Người ta vẫn chưa biết được mật độ thể tích khối lượng chính xác của Thebe, nhưng họ cho rằng nó có khối lượng riêng giống với vệ tinh Amalthea (khoảng 0,86 g/cm³), khối lượng của nó có thể tính được gần bằng 4,3 × 1017 kg.
Giống với những vệ tinh khác của Sao Mộc, Thebe đồng bộ chuyển động quay với chuyển động quỹ đạo của nó, do đó một bán cầu của nó luôn hướng về phía sao Mộc. Sự định hướng này làm cho trục dài của Thebe luôn hướng về phía Sao Mộc.Tại điểm bề mặt gần nhất và xa nhất so với Sao Mộc, bề mặt của nó được cho rằng ở gần với giới hạn Roche, nơi mà trọng lực của Thebe chỉ nhỉnh hơn một chút so với lực ly tâm. Kết quả là, vận tốc thoát ly (Tốc độ vũ trụ cấp 2) tại hai điểm này là cực kì nhỏ, do đó cho phép bụi có thể dễ dàng thoát ra sau khi các thiên thể va chạm và bay ra vành đai Gossamer của Thebe.
Zethus là miệng núi lửa lớn nhất (đường kính khoảng 40 km) và là miệng núi lủa duy nhất được đặt tên trên bề mặt của vệ tinh Thebe. Có một số điểm sáng trên rìa của miệng núi lửa này. Nó có vị trí ở bán cầu phía xa của Thebe, quay mặt đi so với sao Mộc. Nó được phát hiện bởi tàu vũ trụ Galileo. Miệng núi lửa này được đặt tên theo Zethus, chồng của nữ thần Thebe trong thần thoại Hy Lạp.
Bề mặt của Thebe tối và có màu hơi đỏ. Có một sự mất cân bằng đáng kể giữa bán cầu trước và bán cầu sau: bán cầu trước lớn gấp 1,3 lần so với bán cầu sau. Sự mất cân bằng này chắc hẳn bị gây ra bởi vận tốc và tần số va chạm cao của bán cầu trước, và đã làm lộ ra một loại vật chất sáng (chắc hẳn là băng) từ dưới bề mặt của Thebe. Bề mặt của Thebe có rất nhiều những hố va chạm và có ít nhất ba hoặc bốn hố va chạm rất lớn và có kích thước gần tương đương với kích thước của chính Thebe.